# NBA Live 2003
NBA Live 2003 är ett basketspel i NBA Live-serien. Spelomslaget pryds av Jason Kidd, som då spelade för New Jersey Nets. Spelet utvecklades av EA Sports, och släpptes 2002. Spelmusiken var den första någonsin av RIAA att belönas med platina, då spelet sålt 1 300 000 exemplar världen över.

## Musik
- Angie Martinez (feat. Lil' Mo & Sacario) - If I Could Go!
- B. Rich - Whoa Now
- Brandy (feat. Fat Joe) - Full Moon
- Fabolous - It's In The Game
- Flipmode Squad (feat. Busta Rhymes) - Here We Go
- Hot Karl - Blao
- Joe Budden - Drop Drop
- Just Blaze (feat. Freeway and Memphis Bleek) - Let's Go
- Lyric (feat. Loon) - Young & Sexy
- Monica Arnold (feat. Jermaine Dupri) - Too Hood
- No Good - Ballin' Boy
- Snoop Dogg - Get Live

### Fotnoter
1. ↑  Andrew Begley. ”Wade one of NBA Live's most successful cover players” (på engelska). NBA Live. http://www.nba-live.com/wayback-wednesday-wade-one-of-nba-lives-most-successful-cover-players/. Läst 20 maj 2014.
2. ↑  ”EA's NBA Live 2003 Soundtrack Reaches RIAA Platinum; First Ever Video Game Soundtrack to go Platinum!”. EA's NBA Live 2003 Soundtrack Reaches RIAA Platinum; First Ever Video Game Soundtrack to go Platinum!. Businesswire. http://www.businesswire.com/news/home/20030314005358/en/EAs-NBA-Live-2003-Soundtrack-Reaches-RIAA#.U3uRR_l_ty0. Läst 20 maj 2014.